# Cal Pubill (Ginestar)
Cal Pubill és un edifici a la vila de Ginestar (Ribera d'Ebre) inclòs a l'Inventari del Patrimoni Arquitectònic de Catalunya. Situada al bell mig del nucli urbà de la vila de Ginestar, delimitada pels carrers Ample i de Carme Vidal, i la plaça de l'Església.
Edifici cantoner de planta rectangular, amb la coberta plana utilitzada com a terrat i distribuït en planta baixa i dos pisos. Totes les obertures són rectangulars exceptuant el portal d'accés principal, d'arc de mig punt. Presenta l'emmarcament de pedra motllurat, amb les impostes decorades i una dovella clau al centre. Les finestres de la planta baixa són balconeres, mentre que al primer pis els finestrals tenen sortida a balcons exempts, amb les llosanes motllurades sostingudes per mènsules decorades i baranes de ferro treballat. Cal destacar el balcó cantoner amb balustrada de pedra. Els finestrals estan emmarcats en pedra, amb les llindes ornamentades per dues petites mènsules i un cordó floral que les uneix. A la segona planta, les finestres són de dimensions més reduïdes i presenten els emmarcaments arrebossats, decorats amb esgrafiats vegetals. L'edifici està rematat per una cornisa motllurada damunt la que s'assenta una balustrada de pedra correguda. Destaca la tribuna poligonal situada damunt del portal d'accés, sostinguda per mènsules decorades i rematada per un balcó al nivell de la segona planta. La construcció presenta un revestiment arrebossat a les façanes, que imita un parament de carreus regulars.